# Lisímac d'Alexandria
Lisímac d'Alexandria (grec antic: Λυσίμαχος; llatí: Lysimachus) fou un distingit gramàtic grec egipci, natural d'Alexandria, mencionat per diversos autors, que li atribueixen les següents obres: 
- Νόστοι, ("Nostoi", Els Retorns), segons Ateneu de Nàucratis i Plutarc, i diversos escolis.
- Συναγωγὴ Θηβαϊκῶν παραδόξων, ("Sinagogé thebaikon paradoxon" Sobre les meravelles dels tebans), probablement en tres llibres.
- Αἰγυπτιακα, ("Aegiptiaka", Sobre Egipte), un llibre citat per Flavi Josep.
- περὶ τῆς Ἐφόρου κλοπῆς ("Peri tes Ephorou klopes", Sobre els plagis d'Èfor), probablement en dos llibres, que li atribueix Eusebi de Cesarea.

Les dues darreres són obra probablement d'un autor homònim. No se sap l'època exacta en què va viure, però si que era posterior a l'any 140 aC.